# Sherborne (Gloucestershire)
Sherborne é uma paróquia e aldeia do distrito de Cotswold, no condado de Gloucestershire, na Inglaterra. De acordo com o Censo de 2011, tinha 309 habitantes. Tem uma área de 18,47 km².